# Municipio di Francoforte sull'Oder
Il municipio di Francoforte sull'Oder (in tedesco Rathaus Frankfurt (Oder)) è il palazzo municipale della città tedesca di Francoforte sull'Oder.
Risalente al XIII secolo e più volte ampliato nei secoli successivi, è posto sotto tutela monumentale (Denkmalschutz).

## Storia
Il municipio venne costruito in stile gotico baltico a partire dal 1253 e ampliato nella seconda metà del XIV secolo, epoca a cui risale anche la monumentale facciata.
Dal 1607 al 1609 venne parzialmente trasformato in stile rinascimentale su progetto di Thaddäus Paglion, con l'aggiunta della torre dell'orologio sul lato settentrionale.
L'edificio venne profondamente trasformato dal 1911 al 1913 su progetto di F. Beyer: al corpo di fabbrica originario venne aggiunto sul lato est un ampliamento in forma di ferro di cavallo, creando così un cortile interno.
Il municipio fu gravemente danneggiato durante la seconda guerra mondiale e ricostruito dal 1951 al 1953.